# Ismael Saibari
Ismael Saibari Ben El Basra (Terrassa, 28 januari 2001) is een Marokkaans-Spaans voetballer die doorgaans als middenvelder speelt. Hij verliet in 2020 de jeugdopleiding van KRC Genk voor PSV. Saibari debuteerde in 2023 in het Marokkaans voetbalelftal.

## Clubcarrière

### Jeugd in Spanje en België
Saibari's ouders komen uit Ksar-el-Kebir. Ze verlieten de Noord-Marokkaanse stad in de jaren negentig. Op zoek naar werk vestigden zijn ouders zich in Barcelona. Saibari werd geboren in Terrassa, een voorstad van Barcelona. Saibari begon op jonge leeftijd samen met zijn grotere broer met voetballen in de Spaanse parkjes. Op 4-jarige leeftijd schreven zijn ouders hem in bij Santa Terrassa CD. Zijn oudere broer van 9 jaar speelde op dat moment in de academie van FC Barcelona. In 2007 trof de Kredietcrisis Catalonië. Hierdoor besliste het gezin te verhuizen naar het Belgische Willebroek. Hij sloot zich samen met zijn broer aan bij de lokale derdeklasser, KVC Willebroek-Meerhof. Saibari werd in zijn eerste jaar al gescout door Beerschot AC. Hij bleef echter nog een tweede jaar bij Willebroek. In 2009 maakte hij de overstap naar Beerschot. Hij bleef tot het faillissement van Beerschot bij de club. In 2013 veranderde hij ook van positie, van aanvaller naar middenvelder. Na zijn periode bij Beerschot werd hij opgenomen in de jeugdopleiding van Anderlecht. Hier werd hij in het seizoen 2013/14 samen met onder andere Yari Verschaeren kampioen met Anderlecht –13. In 2015 werd hij op de laatste dag voor het nieuwe seizoen weggestuurd bij Anderlecht vanwege een gebrekkige discipline. Hij zou, naar eigen zeggen, te veel gewogen hebben en 'lui' geweest zijn. Hij zag dit in 2022 als de grootste tegenvaller in zijn nog jonge carrière.
Vanaf medio 2015 speelde hij bij KV Mechelen. Hier werd hij gescout en aanvankelijk opgenomen in de jeugdopleiding van KRC Genk. In 2018 werd hij na één jaar bij de jeugdploeg doorgeschoven naar het reservenelftal. Hier speelde hij van 2018 tot 2020 en tekende hij in februari 2019 zijn eerste profcontract. Met Genk nam hij in het seizoen 2019/20 deel aan de UEFA Youth League 2019/20. In de groepsfase kreeg hij vier basisplaatsen en twee invalbeurten van trainer Kevin van Dessel.

### PSV
Saibari verruilde de jeugd van Genk in juli 2020 voor die van PSV, waar hij een contract tot medio 2023 ondertekende. Hij debuteerde op 29 augustus 2020 in het betaald voetbal, toen hij met Jong PSV thuis met 1–6 verloor van Excelsior. In de daaropvolgende wedstrijd maakte hij tegen Jong AZ zijn eerste doelpunt voor Jong PSV. Hij scoorde die dag meteen drie keer en maakte zo zijn eerste hattrick.  Saibari speelde in zijn debuutseizoen voor Jong PSV 24 wedstrijden in de Eerste divisie. Hij maakte dat seizoen ook zijn officiële debuut in het eerste elftal van de club. Coach Roger Schmidt liet hem op 1 november 2020 op de zevende speeldag van het seizoen in de 88e minuut invallen voor Mario Götze. Zijn ploeggenoten en hij wonnen die dag met 4–0 van ADO Den Haag. Schmidt liet hem vier dagen later ook kort invallen in een groepswedstrijd van de Europa League tegen PAOK Saloniki, die PSV met 4–1 verloor.
Saibari speelde in het seizoen 2021/22 in 26 competitiewedstrijden voor Jong PSV. Hij kwam dat jaar niet uit voor het eerste elftal. PSV schoof voor seizoen 2022/23 zijn oude coach Ruud van Nistelrooij door van Jong PSV naar het eerste elftal. Hij zag het zitten in Saibari en gaf hem dat jaar regelmatig speeltijd. Van Nistelrooij liet hem op 30 juli 2022 invallen in de wedstrijd om de Johan Cruijff Schaal en gaf hem drie dagen later een basisplaats in een kwalificatiewedstrijd voor de Champions League tegen AS Monaco. Saibari stond ook aan de aftrap in de return en in beide wedstrijden van de daaropvolgende play-offs tegen Rangers FC. PSV en hij kwamen dat jaar niet langs de Schotten. Saibari speelde in zijn eerste seizoen als selectielid van de Eindhovense club 17 competitiewedstrijden, waarvan vijf als basisspeler. Daarnaast kwam hij drie keer uit in het toernooi om de KNVB Beker en drie keer in de Europa League. Hij werd dat jaar tweede in de Eredivisie en won het bekertoernooi met zijn ploeggenoten, hoewel hij in de finale zelf niet speelde. Van Nistelrooijs opvolger Peter Bosz gaf Saibari in de beginfase van seizoen 2023/24 ook regelmatig speeltijd. Zo kon hij op 18 augustus 2023 zijn eerste doelpunt maken voor PSV. Hij schoot zijn ploeg toen op 1–1 in een met 1–3 gewonnen competitiewedstrijd uit bij Vitesse. PSV en hij namen ook opnieuw deel aan de voorronden van de Champions League. Na een dubbele overwinning op SK Sturm Graz, was Rangers FC opnieuw de laatste horde naar het eindtoernooi. Deze keer wonnen PSV en hij wel. Nadat de eerste wedstrijd in Schotland opnieuw in een gelijkspel eindigde, wonnen zijn ploeggenoten en hij de return thuis met 5–1. Saibari maakte daarbij zelf zowel de 1–0 als de 2–0.
Saibari bleef zich ontwikkelen en werd steeds belangrijker voor zijn ploeg. Dit viel ook Walid Regragui op, toenmalig bondscoach van het Marokkaans voetbalelftal, die Saibari op 12 september 2023 liet debuteren in het Marokkaans voetbalelftal. Ook nam Regragui hem dat jaar op in zijn selectie voor de African Cup of Nations.
Op Bevrijdingsdag 2024 werd Saibari voor het eerst landskampioen met PSV. Diezelfde maand, op 28 mei, verlengde hij zijn contract met een jaar tot medio 2029. Acht maanden eerder had hij zijn contract al met drie jaar tot medio 2028 verlengd.

## Clubstatistieken

### Beloften
| 2020/21     | Jong PSV    | Eerste divisie | 24 | 3 | 5  |
| 2021/22     | Jong PSV    | Eerste divisie | 26 | 5 | 6  |
| 2022/23     | Jong PSV    | Eerste divisie | 5  | 1 | 2  |
| Club totaal | Club totaal | Club totaal    | 55 | 9 | 13 |

### Senioren
| Seizoen                       | Club           | Land               | Competitie     | Competitie | Competitie | Competitie | Beker | Beker | Beker | Supercup | Supercup | Supercup | Europees | Europees | Europees | Totaal | Totaal | Totaal |
| Seizoen                       | Club           | Land               | Competitie     | Wed.       | Dlp.       | Ass.       | Wed.  | Dlp.  | Ass.  | Wed.     | Dlp.     | Ass.     | Wed.     | Dlp.     | Ass.     | Wed.   | Dlp.   | Ass.   |
| ----------------------------- | -------------- | ------------------ | -------------- | ---------- | ---------- | ---------- | ----- | ----- | ----- | -------- | -------- | -------- | -------- | -------- | -------- | ------ | ------ | ------ |
| 2020/21                       | PSV            | Vlag van Nederland | Eredivisie     | 1          | 0          | 0          | 0     | 0     | 0     | —        | —        | —        | 1        | 0        | 0        | 2      | 0      | 0      |
| 2021/22                       | PSV            | Vlag van Nederland | Eredivisie     | 0          | 0          | 0          | 0     | 0     | 0     | 0        | 0        | 0        | 0        | 0        | 0        | 0      | 0      | 0      |
| 2022/23                       | PSV            | Vlag van Nederland | Eredivisie     | 17         | 0          | 2          | 3     | 0     | 0     | 1        | 0        | 0        | 7        | 0        | 1        | 28     | 0      | 3      |
| 2023/24                       | PSV            | Vlag van Nederland | Eredivisie     | 19         | 5          | 4          | 0     | 0     | 0     | 1        | 0        | 1        | 11       | 3        | 0        | 31     | 8      | 5      |
| 2024/25                       | PSV            | Vlag van Nederland | Eredivisie     | 11         | 5          | 7          | 0     | 0     | 0     | 1        | 0        | 0        | 5        | 1        | 1        | 17     | 6      | 8      |
| Clubtotaal                    | Clubtotaal     | Clubtotaal         | Clubtotaal     | 48         | 10         | 13         | 3     | 0     | 0     | 3        | 0        | 1        | 24       | 4        | 2        | 78     | 14     | 16     |
| Carrièretotaal                | Carrièretotaal | Carrièretotaal     | Carrièretotaal | 48         | 10         | 13         | 3     | 0     | 0     | 3        | 0        | 1        | 24       | 4        | 2        | 78     | 14     | 16     |
| Bijgewerkt op 7 december 2024 |                |                    |                |            |            |            |       |       |       |          |          |          |          |          |          |        |        |        |

## Interlandcarrière
Saibari maakte deel uit van verschillende Marokkaanse nationale jeugdselecties. Hij won met Marokko –23 het Afrikaans kampioenschap voetbal onder 23 van 2023. Saibari debuteerde op 12 september 2023 in het Marokkaans voetbalelftal. Hij viel toen in de 66e minuut in tijdens een oefeninterland tegen Burkina Faso.

## Erelijst
| Eredivisie                               | 2x | 2023/24, 2024/25 |
| KNVB Beker                               | 2x | 2021/22, 2022/23 |
| Johan Cruijff Schaal                     | 3x | 2022, 2023,2025  |
| Marokko                                  |    |                  |
| Afrikaans kampioenschap voetbal onder 23 | 1x | 2023             |

## Familie
Zijn broer Akram Saibari is actief als acteur in België. Hij speelde onder meer rollen in de Vlaamse online jongerenreeks wtFOCK en de Vlaamse kortfilm Springstof. Ook was hij te zien in Mocro Maffia als Belgische chauffeur. Akram voetbalde, voor de verhuizing van het gezin naar België, bij de jeugd van FC Barcelona. Op latere leeftijd speelde hij achtereenvolgens voor KVC Willebroek-Meerhof, KV Woluwe-Zaventem, Rupel Boom FC, Ternesse VV Wommelgem, KFC Diest, Bregel Sport en TOR Deurne Pirates.